# 남지 (조선)
남지(南智, 1392년 ~ 1453년)은 조선의 문신이다. 자는 지숙(智叔),시호는 충간(忠簡), 본관은 의령(宜靈)이다. 할아버지는 영의정 남재(南在)이고, 아버지는 병조의랑 남경문이며, 외할아버지는 참의(參議) 방순(方恂), 어머니는 온양 방씨이다. 1449년 우의정에 임명되었고, 1451년(문종 1) 좌의정으로 승진하였으나 그 후에 병으로 사직하고 영중추원사로 치사되었다.

## 가족관계
- 증조부 : 남을번(南乙蕃, 1320년(?) ~ 1395년 2월 13일), 검교시중(檢校侍中)
- 할아버지 : 남재(南在, 1351년 ~ 1419년). 조선의 개국 공신으로, 자는 경지, 호는 귀정. 영의정
- 할머니 : 변한국대부인 파평 윤씨(坡平 尹氏)
  - 아버지 : 남경문(南景文, ? - ?) - 병조의랑, 영의정부사에 추증
- 외할아버지 : 방순(方恂) - 판전교시사(判典校侍事), 참의(參議)
  - 어머니 : 숙녕택주(淑寧宅主) 온양 방씨(溫陽 方氏)
    - 부인 : 전의 이씨(全義 李氏)
      - 아들 : 남이 (南儞), 장군 남이(그의 종손 혹은 조카)와는 동명이인이다.
        - 손자 : 남변 (南忭)

      - 아들 : 남윤 (南倫)
      - 며느리 : 교하 노씨 - 부친은 노물재, 모친은 우상 청송 심씨 심온의 딸
        - 손자 : 남흔 (南忻, 1451년 ~ ?)

      - 장녀 : 군부인 남씨
      - 사위 : 임영대군 이구(李璆) - 조선 4대 국왕 세종의 넷째 아들
      - 차녀 : 의령 남씨
      - 사위 : 의춘군 이우직 - 조선 4대 국왕 세종의 셋째 아들 안평대군의 아들.

    - 동생 : 남간(南簡南簡, 1400년 ~ 1440년) - 직제학
    - 동생 : 남휘(南暉, ? ~ 1454년) - 조선 태종의 넷째 딸 정선공주(貞善公主)와 혼인

## 참고 문헌
- 『의령남씨족보』
- 『세종실록(世宗實錄)』
- 『문종실록(文宗實錄)』
- 『단종실록(端宗實錄)』
- 『연려실기술(燃藜室記述)』
- 『백헌집(白軒集)』
- 『순암문집(順菴文集)』
- 『대동기문(大東奇聞)』
- 『추원지(追遠誌)』
- 『청선고(淸選考)』(한국학중앙연구원 장서각[K2-603])
- 『의령남씨 족보』